# Johann Tauscher
Johann Tauscher   (Viena, 31 de març de 1909 - 21 de gener de 1979) fou un jugador d'handbol austríac que va competir durant la dècada de 1930.
El 1936 va prendre part en els Jocs Olímpics de Berlín, on guanyà la medalla de plata en la competició d'handbol.